# Заборави ако можеш
Заборави ако можеш (тур. Unutulmaz) турска је телевизијска серија, снимана од 2009. до 2011.
У Србији је приказивана 2017. на телевизији Хепи.

## Синопсис
Харун Арсланли је син богатог бизнисмена Фејаза Арсланлија и заједно са њим води породични посао. У њиховој компанији ради и лепа Мелда, која осваја Харуна својом непосредношћу, идеалистичким погледима на свет и шармом.
Ускоро, Харун сасвим случајно упознаје и Еду. После неколико романтичних викенда које проводе заједно, Харун ипак оставља Еду, јер његов отац инсистира да се он ожени Мелдом. Из поштовања према очевој одлуци, Харун са њим одлази код Мелдиних родитеља, како би је испросио.
Међутим, ту Харуна чека право изненађење, јер се испоставља да су Еда и Мелда рођене сестре. Иако се Еда првобитно понаша као да се између ње и Харуна ништа није догодило, она временом постаје све више растрзана између сестринске љубави и љубави коју осећа према Харуну, а догађаји ће попримити невероватан обрт када сазна да очекује Харуново дете...
Љубавни троугао, који чини заплет ове серије, од две сестре ће направити две највеће супарнице. Може ли прошлост бити заборављена? Хоће ли Мелда открити шта се десило између Харуна и Еде? Хоће ли се Харун вратити Еди, или ће остати са Мелдом?

## Сезоне
| Сезона | Сезона | Број епизода | Приказивање у Турској               | Приказивање у Србији                                                      |
| ------ | ------ | ------------ | ----------------------------------- | ------------------------------------------------------------------------- |
|        | 1      | 53 (1 — 53)  | 1. јул 2009 — 14. јул 2010. ()      | 20. март 2017 — 21. март 2017. (Хепи) 27. март 2017 — 5. јул 2017. (Хепи) |
|        | 2      | 37 (54 — 90) | 13. октобар 2010 — 29. јун 2011. () | /                                                                         |

## Улоге
| Глумац:                | Улога:         |
| ---------------------- | -------------- |
| Серхан Јаваш           | Харун Арсланли |
| Синем Озтуфан          | Мелда Гулер    |
| Озлем Јилмаз           | Еда Гулер      |
| Фикрет Хакан           | Фејаз Арсланли |
| Дениз Гочер            | Садет          |
| Алије Тузунатаган      | Туркан         |
| Ахмет Уз               | Џемил Гулер    |
| Бугра Гулсој           | Толга Алтинсој |
| Хакан Ванли            | Бурак          |
| Ајлин Арасил           | Ишил           |
| Мерт Јавузџан          | Бату           |
| Роксен Лулу            | Севал          |
| Дидем Јалинај          | Ферда          |
| Хусејин Ерканли        | Метин          |
| Ђул Тунччекић          | Месуде         |
| Анил Челик             | Керем Гулер    |
| Дениз Курт             | Гулај          |
| Гази Шекер             | Угур           |
| Ајча Шахин             | Синем          |
| Џерен Чанакчи          | Гозде          |
| Озлем Караташ          | Бурџу          |
| Бурак Гунеш            | Џан            |
| Гозде Мукавелат        | Ниса           |
| Сема Мумџу             | Еџе            |
| Нихат Алптуг Алтинкаја | Арас           |
| Ирмак Џерен Озтурк     | Јагмур         |
| Семра Динчер           | Назан          |
| Тугба Мелис Турк       | Асли           |